# Fontaine Carolo Felicerege de La Turbie
La fontaine Carolo Felicerege est située rue de la fontaine, à La Turbie, en France.

## Localisation
La fontaine est située dans le département français des Alpes-Maritimes, sur la commune de La Turbie.

## Historique
La fontaine a été achevée en 1824, sous la Restauration sarde (1814-1860), en bordure de la route de la grande corniche, l'actuelle RD 2564. La fontaine est dédiée au roi Charles-Félix Ier.
La dédicace inscrite sur le fronton de la fontaine résume son histoire :
« Cette fontaine et cet aqueduc, que les Romains avaient construits pour édifier le Trophée d’Auguste qui menace maintenant ruine, ont été réparés et embellis par la municipalité de La Turbie, pour la commodité des habitants et des voyageurs, et pour assurer à l’avenir l’arrosage et la fertilité des terres. Sous les auspices du comte Crotti de Costigliole, éminent Préfet de Nice l’An 1824 ».
L'eau a été prise à la source du Faïssé située sur les pentes du Mont Agel. La conduite de l'eau à La Turie a nécessité d’importants travaux. 
La fontaine a changé la vie des habitants. L’approvisionnement en eau était une préoccupation majeure. Les bassins et les déversoirs permettaient d’assurer également l’abreuvage des animaux de trait et le lavage du linge.
L'édifice est classé au titre des monuments historiques le 10 mai 1943.